# HMD Global
Human Mobile Devices (HMD), офіційно HMD Global — фінська компанія, яка розпочала свою діяльність у грудні 2016 року і займається розробкою смартфонів під брендом «Nokia».

## Історія
До 2007 року Nokia була лідером на ринку телефонів. Коли вийшов перший iPhone, популярність Nokia почала швидко падати і, зрештою, компанія продала свій мобільний бізнес Microsoft, яка відмовилася від Symbian. В 2014 році Microsoft робить заміну бренду Nokia і новий смартфон під моделлю Lumia виходить вже як Microsoft. Microsoft могла б використовувати Nokia, але вона вирішила використовувати тільки бренд Lumia, таким чином сформувавши новий відділ Microsoft Mobile.
HMD Global була зареєстрована 9 листопада 2015 року, відповідно до бази даних організацій Фінляндії. 18 травня 2016 року Microsoft Mobile заявила про продаж права на дизайн FIH Mobile, тоді вже створена HMD купила права на використання бренду Nokia і дизайн до 2014 року. Також компанія підписує договори з корпорацією Nokia на використання патентів та дизайну від Microsoft на наступне десятиліття. Цим усім Nokia заявила, що це крок до об'єднання з відомим брендом та майбутнім мобільної індустрії загалом. Microsoft Mobile все-таки продала FIH Mobile дочірній компанії Foxconn. Загалом сума склала 350 млн доларів, але HMD наполягала на тому, що б ці 350 млн доларів були витрачені на розвиток бренду на найближчі три роки.
Microsoft Mobile закінчила продаж у грудні 2016 року і тоді заявила про припинення реалізації смартфонів Lumia через погані продажі. Згодом HMD показала новий слоган «The home of Nokia phones». Після цього в січні того ж року HMD анонсує новий смартфон Nokia 6, який працює на операційній системі Android. Але перед тим він був анонсований виключно на ринок Індії як Nokia 150. Телефон був не сенсорним. Вже у лютому були анонсовані Nokia 5 та Nokia 3, а 26-го з'явився оновлений легендарний Nokia 3310.
6 липня 2017 року HMD у партнерстві з Carl Zeiss AG надала оптику для об'єктива камери для смартфонів Nokia. Nokia раніше використовувала оптику Zeiss у своїй лінійці мобільних телефонів із 2005 по 2014 рік.
27 липня 2017 року HMD придбала у Microsoft Mobile 500 патентів на дизайн, які спочатку були створені Nokia. Одним з примітних патентів є інтерфейс користувача Lumia Camera, який отримав високу оцінку критиків з моменту появи на Nokia Lumia 1020.
16 серпня 2017 року HMD представила свій перший флагманський смартфон Nokia — Nokia 8. Його найбільш відмінними особливостями є Dual Sight, що дозволяє вести пряму трансляцію як з передньої, так і з задньої камер Zeiss (званий Bothie, каламбур на селфі), і OZO Audio, який містить просторові 360° аудіотехнології, створені на основі високоякісної камери Nokia OZO.
У вересні 2017 року HMD придбала патент на дизайн Nokia Lumia 2520.
25 жовтня 2017 року HMD відродила Nokia Beta Labs, програма бета.
11 січня 2018 року HMD Global придбала торгову марку Asha.
25 лютого 2018 року був представлений новий флагман високого класу Nokia 8 Sirocco з вигнутим цільноскляним дизайном та назвою, що відсилає до більш старого Nokia 8800 Sirocco, а також Nokia 7 plus та наддешевий смартфон Nokia 1. Крім того, HMD повторно представила програму Nokia Pro Camera для камерофонів ZEISS. Класичний 8110 також був повторно представлений.
Наприкінці липня 2018 року HMD оголосила про вакансію для команди з розширення бізнесу в США.
Для китайського ринку було анонсовано Nokia X6, який у всьому світі отримав назву Nokia 6.1 Plus. Пізніше анонсовано ще один пристрій для китайського ринку під назвою Nokia X5. Обидва мають безрамкові екрани.
Наприкінці серпня 2018 року HMD придбала брендинг PureView, бренд технологій обробки зображень, який раніше використовувався у смартфонах високого класу Nokia/Lumia після виходу Nokia 808 PureView у 2012 році.
У листопаді 2019 року HMD анонсувала Nokia C1, смартфон Android Go.
19 березня 2020 року HMD провела онлайн-захід та анонсувала Nokia 8.3 5G — перший смартфон 5G під брендом Nokia та «перший у світі по-справжньому глобальний пристрій 5G». У той же день були анонсовані й інші продукти: Nokia 5.3, Nokia 1.3 та відродження Nokia 5310 XpressMusic. Крім того, HMD представила HMD Connect, глобальну SIM-карту для передачі даних у роумінгу з відповідними планами, яка працює у 120 країнах. Nokia 6.2 та Nokia 7.2 отримують ексклюзивні кевларові чохли під брендом 007 у зв'язку з маркетинговою кампанією HMD з фільмом «007: Не час помирати».
У липні 2020 року HMD Global придбала Valona Labs, компанію з розробки продуктів та рішень для кібербезпеки мобільного програмного забезпечення.

## Робота компанії

### Персонал
Спочатку генеральним директором компанії був Арто Нуммела, який приєднався до Nokia в 1994 році, а потім працював в Microsoft Mobile, коли вона була створена в 2014 році. Роль президента виконував Флоріан Зайхе, інший колишній співробітник Nokia, який, крім того, працював у Siemens, Orange і HTC. 15 серпня 2016 року Пекка Рантала, колишній генеральний директор Rovio Entertainment, став директором з маркетингу в HMD, зазначивши, що Nokia «воскресне». Рантала працював в Nokia з 1994 по 2011 рік.

### Штаб-квартира
HMD розташована під адресою Карапорті 2, Еспоо, Фінляндія, навпроти штаб-квартири корпорації Nokia. Інші головні офіси HMD розташовані в Лондоні та Дубаї. Колишній будинок Nokia станом на 2020 рік називається Tieto Keilalahti Campus, і він містить офіси фірм Tieto і Microsoft.

### Підтримка компанії
HMD підтримується фондом прямих інвестицій Smart Connect LP, яким управляє Жан-Франсуа Баріль, що був старшим віцепрезидентом Nokia з 1999 по 2012 рік і також раніше працював в компанії Hewlett-Packard і Compaq.

## Продукція

### HMD

#### Смартфони
- HMD Aura
- HMD Crest
- HMD Crest Max
- HMD Pulse
- HMD Pulse+
- HMD Pulse Pro
- HMD Skyline
- HMD Vibe
- HMD XR21

#### Фічерфони
- HMD 105
- HMD 110

#### Планшети
- HMD T21

### Nokia

#### Смартфони
- Nokia 1
- Nokia 1 Plus
- Nokia 1.3
- Nokia 1.4
- Nokia 2
- Nokia 2.1 / 2 V
- Nokia 2.2
- Nokia 2.3
- Nokia 2.4
- Nokia 3
- Nokia 3.1
- Nokia 3.1 A / C
- Nokia 3.2
- Nokia 3.4
- Nokia 4.2
- Nokia 5
- Nokia 5.1
- Nokia 5.1 Plus (Nokia X5 в Китаї)
- Nokia 5.3
- Nokia 5.4
- Nokia 6
- Nokia 6.1
- Nokia 6.1 Plus (Nokia X6 в Китаї)
- Nokia 6.2
- Nokia 7
- Nokia 7 Plus
- Nokia 7.1
- Nokia 7.2
- Nokia 8
- Nokia 8 Sirocco
- Nokia 8.1 (Nokia X7 в Китаї)
- Nokia 8.3 5G / 8 V 5G UW
- Nokia 9 PureView
- Nokia C01 Plus
- Nokia C1
- Nokia C1 Plus
- Nokia C1 2nd Edition
- Nokia C2
- Nokia C2 Tava/Tennen
- Nokia C2 2nd Edition
- Nokia C3
- Nokia C5 Endi
- Nokia C10
- Nokia C12
- Nokia C12 Plus
- Nokia C12 Pro
- Nokia C20
- Nokia C20 Plus
- Nokia C21
- Nokia C21 Plus
- Nokia C22
- Nokia C30
- Nokia C31
- Nokia C32
- Nokia C100
- Nokia C110
- Nokia C200
- Nokia C210
- Nokia C300
- Nokia G10
- Nokia G11
- Nokia G11 Plus
- Nokia G20
- Nokia G21
- Nokia G22
- Nokia G42
- Nokia G50
- Nokia G60
- Nokia G100
- Nokia G300
- Nokia G310
- Nokia G400
- Nokia X10
- Nokia X20
- Nokia XR20
- Nokia XR21
- Nokia X30
- Nokia X71
- Nokia X100

#### Класичні телефони
- Nokia 3310 (2017)
- Nokia 3310 3G
- Nokia 8110 4G
- Nokia 2720 Flip
- Nokia 5310 (2020)
- Nokia 6300 4G
- Nokia 6310 (2021)
- Nokia 8000 4G

#### Фічерфони
- Nokia 105 (2017)
- Nokia 105 (2019)
- Nokia 105 4G
- Nokia 106 (2018)
- Nokia 110 (2019)
- Nokia 110 4G
- Nokia 125
- Nokia 130 (2017)
- Nokia 150
- Nokia 150 (2020)
- Nokia 210 (2019)
- Nokia 220 4G
- Nokia 225 4G
- Nokia 800 Tough
- Nokia 105 (2023)

#### Планшети
- Nokia T10
- Nokia T20
- Nokia T21